# Alcatel
Алкатель (фр. Alcatel, повна назва: Alcatel S.A., раніше Alcatel Alsthom) — французька компанія, яка спеціалізується на виробництві електроніки.
У 2006 році компанія Alcatel об'єдналася з Lucent Technologies, утворивши Alcatel-Lucent.
Компанія володіла торговою маркою Alcatel Mobile Phones.
Компанія випускала лінійку телефонів під назвою OneTouch.

## Історія

Логотип Alcatel з 1998 по 2016 рік

1869 — була заснована лабораторія Белла

1898 — П'єр Азарія засновує компанію Generale d'Electricite

1925 — починається вихід на міжнародний ринок

1940-і — світ дізнався про роботу Клода Шеннона над математичною теорією зв'язку

1950-і — лабораторія Белла випускає батарею

1966 — CGE поглинає Telecommunications et d'Electronique

1969 — виходить операційна система UNIX

1970-і — лабораторія Белла обслуговує системи стільникового зв'язу в Чикаго

1970-і — Alcatel починає свою роботу в Росії

1980 — лабораторія Белла представила цифровий сигнальний процесор.

1982 — головою CGE став Жан-П'єр Брюне

1984 — головою CGE стає Жорж Пеберо

1986 — була заснована компанія Alcatel NV

1991 — CGE було перейменовано в Alcatel Alsthom

1998 — Alcatel Alsthom було перейменовано в Alcatel

1998 — Alcatel поглинає DSC

2006 — Alcatel зливається з Lucent Techologies. В результаті засновується компанія Alcatel-Lucent

2016 — почалась купівля Alcatel-Lucent компанією Nokia

## Торгові марки Alcatel

### Alcatel Mobile Phones
Alcatel Mobile Phones — торгова марка Alcatel.
Марка заснована 2004 року.
Торгову марку засновали 3 компанії, двоє із них це:
- Alcatel (випускає телефони лінійки OneTouch)
- TCL Corporation (власник торгової марки)

### Alcatel-Lucent Україна
ДП «Alcatel-Lucent Україна» (колишня ДП «Alcatel Україна») — торгова марка Alcatel-Lucent.
Історія
- 1992 — заснована торгова марка «Alcatel Україна».
- 2007 — торгова марка перейменована в «Alcatel-Lucent Україна».